# Долгиев, Малсаг Уцигович
Ма́лсаг Уцигович Долгиев, Уциг Мальсаг (ингуш. Уцига Малхсаг; ок. 1825 — 11 [23] марта 1857, в 8 верстах от Воздвиженской крепости, Чечня) — российский военный деятель, штабс-ротмистр Лейб-гвардии Его Императорского Величества, служащий Черноморского дивизиона Конвоя Его императорского величества».
Выходец из ингушского тайпа Тумгой. В период миссионерской деятельности Кунта-Хаджи Кишиева Малсаг способствовал исламизации ингушей. Убит горцами 23 марта 1857 года в ходе засады в 8 верстах от Воздвиженской крепости. Уциг Малсаг — один из главных персонажей ингушского фольклора, ему посвящены многие сказания. Кроме того, он фигурирует в чеченских героических песнях.

## Биография
Родился в 1825 году, из тайпа Тумгой. Выпускник Павловского кадетского корпуса. С 4 февраля 1852 года в чине корнета; с 1857 года — штабс-ротмистр. 10 февраля 1858 года посмертно вычеркнут из списков офицеров российской армии. По версии А. У. Мальсагова, Долгиев был женат на дочери Мусы Кундухова — Айшет, а по версии М. Аушева, он не был женат на ней.
Во время миссионерской деятельности Кунта-Хаджи Кишиева Малсаг вместе с соратниками Мочко Базоркиным, Дошлуко Гамурзиевым, Той Кантышем, Бурсуком Мальсаговым и другими, использовав религиозный авторитет Кишиева, способствовал исламизации ингушей.
В рапорте за 25 марта — 4 апреля 1857 года сообщалось, что 23 марта того же года по выезде из Урус-Мартана отряд Долгиева, в составе Эди Мальсагова, 4 нукеров, денщиков, и 10 мирных жителей Урус-Мартана, в 8 вёрстах от Воздвиженской крепости попали в засаду «неприятельского» отряда из 150 человек. Выстрелы в бою были услышаны в Воздвиженской крепости, и оттуда были высланы 2 роты Куринского полка с орудием лёгкой батареи № 5 и сотня казаков Донского 76 полка. По прибытии на место подкрепления Долгиев был уже убит, а нападавшие ушли. Воинский начальник укрепления Урус-Мартан позже сообщил, что изначальной целью набега был скот мирных жителей Урус-Мартана, однако Долгиев привлёк их внимание.
По версии А. У. Мальсагова, в 1857 году три, по его мнению, наиболее известных представителей от ингушского народа — Долгиев, Эди Мальсагов и Янарсхан Хашагульгов,  направлялись на мирные переговоры с Шамилем. Однако в лесу между Атагами и Гойтами ингуши встретили отряд Шамиля под командованием наиба Саадулы Бятигова. Он отказался пропустить ингушских парламентаров к Шамилю для переговоров и угрожал расправой, после чего развязался бой между ними. По итогу были ранены несколько человек из отряда Саадулы и погибли все трое ингушей.

## Память
В 1924 году русский поэт Е. Редин опубликовал во владикавказком журнале «Горский вестник» свою поэму «Уциг Малсаг», которая была посвящена его сослуживцам генералу Сафарбеку Мальсагову и полковнику Берду Котиеву. В ней есть такой отрывок:
Друзья, прекрасною порою

По Ингушетии бродя,

Я слышал давнее былое,

Полёт фантазии следя…
Между селениями Атаги и Гойты есть место под названием «Место гибели гордого Малсага Назрановского» (чечен. Несархойн Кура Малсаг вийна меттиг). 18 июня 2015 года в столице Ингушетии — Магасе — новой аллее в микрорайоне № 27 присвоено имя Малсага Уциговича Долгиева.
С распадом СССР начали выходить статьи посвященные Малсагу Долгиеву. В их числе статья М. Аушева «Уцига Малсаг», опубликованная газетой «Ингушетия» в 1995 году. Однако, как отмечает Я. С. Патиев, статьи не давали подробного описания жизни Малсага Долгиева. В 2013 году была издана книга Н. Долгиева «Малсаг Уцигович Долгиев — патриот народа и страны», которой он восполнил этот пробел.

## В фольклоре
Малсаг один из главных героев ингушского фольклора, ему посвящены многие сказания. О герое сложено множество рассказов и песен. Так, например, существуют чеченские героические песни (илли) «Малсаг Назрановский и наиб Шамиля Саадула Батаки» и «Былина о Малсаге назрановце».
Самым распространённым, по мнению М. Аушева, преданием про Малсага Долгиева является рассказ о путешествии его верхом на коне в Санкт-Петербург к императору Александру II с целью отстоять свои права, честь и достоинство от посягательств царских чиновников. Существуют также предания о поездке Долгиева в Кабарду на слет княжичей, который был устроен в честь красавицы-дочери кабардинского князя.
Смеху чахкирийских матерей над моим позором пленника предпочитаю плач назрановских матерей над моей гибелью в жестоком бою с противником
Согласно чеченской песне «Малсаг Назрановский и наиб Шамиля Саадула Батаки», написанной, по мнению М. Аушева, в виде русских былин, между Саадулой и Малсагом был долгий диалог. Наиб удовлетворил предсмертную просьбу Малсага не рубить ему, умирающему, голову, рискуя тем самым перед Шамилем собственной головой. По легенде, даже Шамиль, увидев тело убитого из засады богатыря, был удивлён его невиданной красотой и совершенством и упрекнул наиба Саадулу Гехинского: «Как поднялась рука убить такого красивого человека?» — и разжаловал его до рядового.
Тела погибших были доставлены на родину. Гойты Мальсагов и Янарса Хашагульгов были похоронены в селе Яндаре, а Халмурза в селе Долаково. Долгиева со всеми воинскими почестями, но по мусульманскому обычаю, похоронили на древнем фамильном кладбище близ кирпичных заводов во Владикавказе.

### Комментарии
1. ↑  чечен. Несархойн Кура Малсаг